# AYABIE
AYABIE（アヤビエ）は、ヴィジュアル系バンド・彩冷える -ayabie-の元メンバーにより結成されたヴィジュアル系ロックバンド。

## 概要
2010年8月、所属事務所の問題から脱退を表明した彩冷えるの夢人、タケヒト、インテツ、KENZOが、翌月に当バンドの結成を発表。9月17日に公式サイトがオープンし、10月22日に初ライブを行った。
バンド名を前の所属バンドと同じ読みにしたのは、「彩冷えるとしての活動を完全にやり切れていないから」とのこと。
メンバーのパートは初ライブ後公式に発表され、彩冷えるで上手ギターだった夢人がボーカルを務めることになった。
2011年夏、トイズファクトリーよりメジャーデビュー。翌年10月、ツアー「ANSWER」終了と共にライブ活動の休止を宣言。2013年に新たにキーボードに泰斗を加え、3月19日に行われるライブをもって活動を再開。
2016年現在はタケヒトひとりのプロジェクトとなっているが、2012年の「Area 15th Anniversary」、2018年の「感謝祭'18-DAY1,DAY2-」では元彩冷えるメンバーは彩冷えるとして再結集している。

## メンバー
- Guitar:タケヒト
  - 1982年8月24日生、東京都世田谷区出身、A型、身長172cm、体重59kg。
  - 桐蔭学園高等学校を卒業。慶應義塾大学経済学部。
  - 好きなアーティストはX JAPAN。

### 元メンバー
- Drums:KENZO (ミュージシャン)
  - 1982年12月9日生、東京都渋谷区出身、A型、身長172cm、体重56kg。
  - 過去のステージネームは「まゆ」など。
  - ドリーム・シアターのマイク・ポートノイを尊敬しており、ドラムセットはTAMA製のものを使用している。
  - 2013年7月5日に脱退[5]。その後、KNZ名義で自身がボーカルを務めるソロプロジェクト「BVCCI HAYNES」を始動するほか、NIGHTMAREの柩のソロプロジェクト「GREMLINS」でドラマーとして活動している。

- Vocal&Guitar:夢人（ユメヒト）
  - 1985年9月22日生、三重県四日市市出身、AB型、身長170cm、体重50kg。
  - AYABIEでは全楽曲の作詞を担当している。
  - 好きなアーティストは安全地帯、工藤静香。
  - 子供のころの夢は漫画家だった。
  - 2013年12月に脱退[6]。後にセッションバンド「KAKASHI」を行い、セッションメンバーを中心に「ベル」を結成した。自身のバンドの他、riceのYUKIとRobin's peace Bk.を結成して活動をしている。

- Bass:インテツ
  - 1983年2月1日生、 中華民国（台湾）籍[7][8]、本名　張 尹澈(チョウ・インテツ)　東京都出身、B型、身長178cm、体重50kg。
  - 桐蔭学園高等学校を卒業。中央大学法学部を2008年に卒業。
  - 台湾人の血を引くクォーターである[7][8]。
  - 好きなアーティストはSyrup 16gで、今も尊敬している。
  - 大のうさぎ好きで、飼っていたたれ耳うさぎの「マロン」の画像や動画を度々ブログに掲載していたが、マロンは2009年11月29日に病死した[9]。
  - 2013年12月に脱退[6]。その後、AYABIEと平行して務めていたex.少女-ロリヰタ-23区のリョヲ丞(現：RYO:SUKE)のソロプロジェクト「WING WORKS」でサポートベーシストとして専念し、2015年3月21日のライブをもって音楽活動を引退。その後は主に写真家として活動している。

- Keyboard:泰斗（タイト）
  - 1992年9月4日生
  - 2013年2月24日、正式メンバーとして加入。
  - 2015年7月に脱退。

## ディスコグラフィー

### シングル
| インディーズ | インディーズ   | インディーズ         | インディーズ                                                             | インディーズ             | インディーズ |
| 枚           | 発売日         | タイトル             | 規格品番                                                                 | 最高位                   |              |
| ------------ | -------------- | -------------------- | ------------------------------------------------------------------------ | ------------------------ | ------------ |
| 1            | 2011年2月23日  | Melody               | HMCH-1027（通常盤） HMCH-1028（Type - A） HMCH-1029（Type - B）          | 29位                     |              |
| メジャー     |                |                      |                                                                          |                          |              |
| 1            | 2011年8月24日  | 流星                 | TFCC-89340（初回限定盤A） TFCC-89341（初回限定盤B） TFCC-89342（通常盤） | 33位                     |              |
| 2            | 2012年1月25日  | メリーゴーランド     | TFCC-89360（初回限定盤A） TFCC-89361（初回限定盤B） TFCC-89362（通常盤） | 25位                     |              |
| 3            | 2012年5月16日  | 覚醒シュプレヒコール | TFCC-89376（初回限定盤A） TFCC-89377（初回限定盤B） TFCC-89378（通常盤） | 30位                     |              |
| 4            | 2013年8月21日  | Splash               | DNL-01（Aタイプ） DNL-02（Bタイプ） DNL-03（Cタイプ）                    | 113位                    |              |
| 5            | 2013年9月25日  | 夏、夜の夢、花と散る | DNL-04（Aタイプ） DNL-05（Bタイプ） DNL-06（Cタイプ）                    | 93位 8位（インディーズ） |              |
| 6            | 2013年12月11日 | 妄想日記             |                                                                          | 182位                    |              |

### アルバム
| インディーズ | インディーズ  | インディーズ                   | インディーズ                                                    | インディーズ | インディーズ |
|              | 発売日        | タイトル                       | 規格品番                                                        | 最高位       |              |
| ------------ | ------------- | ------------------------------ | --------------------------------------------------------------- | ------------ | ------------ |
| 1            | 2010年12月1日 | Virgin Snow Color -2nd Season- | HMCH-1020（通常盤） HMCH-1021（Type - A） HMCH-1022（Type - B） | 43位         |              |
| メジャー     |               |                                |                                                                 |              |              |
| 2            | 2012年8月22日 | ANSWER                         | TFC-86412（初回限定盤) TFC-86413（通常盤）                      | 52位         |              |

### DVD
1. Virgin snow color-2nd season（2011年3月23日）

### 参加作品
| 発売日        | タイトル                                                      | 規格品番   | 曲順 | 楽曲                     |
| ------------- | ------------------------------------------------------------- | ---------- | ---- | ------------------------ |
| 2011年5月4日  | 縁-enishi- SOUND COLLECTION                                   | HMCH-1039  | M.1  | Gravity                  |
| 2011年5月4日  | 縁-enishi- SOUND COLLECTION                                   | HMCH-1039  | M.6  | Waltz                    |
| 2012年5月23日 | Counteraction ―V-Rock covered Visual Anime songs Compilation― | VICB-60088 | M.10 | 堕天使BLUE               |
| 2012年6月27日 | CRUSH!3 -90's V-Rock best hit cover LOVE songs-               | UPCH-20278 | M.5  | ESCAPE                   |
| 2013年10月2日 | V-ANIME ROCKS evolution                                       | TKCA-73994 | M.5  | アンバランスなKissをして |

## タイアップ一覧
| 使用年 | 曲名    | タイアップ                                           |
| ------ | ------- | ---------------------------------------------------- |
| 2011年 | Melody  | 映画『縁-enishi-』テーマソング                       |
| 2011年 | Gravity | 映画『縁-enishi-』オープニングテーマ                 |
| 2011年 | Waltz   | 映画『縁-enishi-』エンディングテーマ                 |
| 2011年 | Lilia   | テレビ東京系『Vの流儀』2011年8月度エンディングテーマ |